# Rosie (album de Rosé)
Pour l’article homonyme, voir Rosie.
Singles
1. APT. (feat. Bruno Mars)
Sortie : 18 octobre 2024
2. Number One Girl
Sortie : 22 novembre 2024
3. Toxic Till the End
Sortie : 6 décembre 2024

Rosie est le premier album studio de la chanteuse et danseuse coréo-néo-zélandaise Rosé sorti le 6 décembre 2024.

## Liste des pistes
| 1.    | Number One Girl         | Rosé, Bruno Mars, Omer Fedi, Amy Allen, Carter Lang, D'Mile, Sir Dylan                                                                                | Omer Fedi, Carter Lang, Sir Dylan, Bruno Mars, D'Mile | 3:36 |
| 2.    | 3am                     | Rosé, Jake Weinberg, Amy Allen, Raul Cubina, Dougie F, Mark Williams                                                                                  | Jake Weinberg, Ojivolta                               | 2:34 |
| 3.    | Two Years               | Rosé, Aldae, Jordan K. Johnson, Stefan Johnson, Michael Pollack, Isaiah Tejada                                                                        | The Monsters & Strangerz, Isaiah Tejada               | 2:47 |
| 4.    | Toxic Till the End      | Rosé, Emily Warren, Evan Blair, Michael Pollack | Evan Blair                                            | 2:36 |
| 5.    | Drink or Coffee         | Rosé, Amy Allen, Omer Fedi, Carter Lang, Blake Slatkin, Sir Dylan                                                                                     | Omer Fedi, Carter Lang, Sir Dylan, Blake Slatkin      | 2:13 |
| 6.    | APT. (feat. Bruno Mars) | Rosé, Amy Allen, Rogét Chahayed, Theron Thomas, Cirkut, Omer Fedi, Bruno Mars, Philip Lawrence, Brody Brown, Nicky Chinn, Mike Chapman, Șerban Ghenea | Bruno Mars, Cirkut, Omer Fedi, Rogét Chahayed         | 2:49 |
| 7.    | Gameboy                 | Rosé, Amy Allen, Rob Bisel, Raul Cubina, Aldae, Dougie F, Mark Williams                                                                               | Ojivolta, Rob Bisel                                   | 2:46 |
| 8.    | Stay a Little Longer    | Rosé, Sarah Aarons, Andrew Wells | Andrew Wells                                          | 4:06 |
| 9.    | Not the Same            | Rosé, Amy Allen, Rob Bisel, Raul Cubina, Dougie F, Mark Williams                                                                                      | Ojivolta, Rob Bisel                                   | 3:04 |
| 10.   | Call It the End         | Rosé, Griff Clawson, Michael Pollack, Elof Loelv, Emily Warren                                                                                        | Griff Clawson, Michael Pollack                        | 2:21 |
| 11.   | Too Bad for Us          | Rosé, Dean Ussher, Ben Fielding, Freddy Wexler, Gian Stone, Wayne Hector, Jason Evigan                                                                | Freddy Wexler                                         | 3:56 |
| 12.   | Dance All Night         | Rosé, Greg Kurstin, MoZella | Greg Kurstin                                          | 3:34 |
| 36:22 |                         | |                                                       |      |

## Clips vidéos
- APT. (feat. Bruno Mars) : 18 octobre 2024
- Number One Girl : 22 novembre 2024
- Toxic Till the End : 6 décembre 2024

## Titres certifiés en France
- APT. (feat. Bruno Mars)  Diamant[2]

## Classements et certifications

### Classements hebdomadaires
| Classement (2024)                  | Meilleure position |
| ---------------------------------- | ------------------ |
| Canada (Canadian Albums)           | 4                  |
| Suisse (Schweizer Hitparade)       | 8                  |
| Allemagne (Media Control AG)       | 8                  |
| Autriche (Ö3 Austria Top 40)       | 8                  |
| France (SNEP)                      | 16                 |
| États-Unis (Billboard 200)         | 3                  |
| Pays-Bas (Mega Album Top 100)      | 14                 |
| Belgique (Flandre Ultratop)        | 15                 |
| Belgique (Wallonie Ultratop)       | 18                 |
| Grèce (IFPI)                       | 39                 |
| Irlande (Irish Albums Chart)       | 26                 |
| Suède (Sverigetopplistan)          | 17                 |
| Danemark (Tracklisten)             | 14                 |
| Finlande (Suomen virallinen lista) | 23                 |
| Norvège (VG-lista)                 | 14                 |
| Italie (FIMI)                      | 17                 |
| Espagne (Promusicae)               | 14                 |
| Portugal (AFP)                     | 11                 |
| Australie (ARIA)                   | 2                  |
| Nouvelle-Zélande (RIANZ)           | 3                  |
| Écosse (OCC)                       | 10                 |

### Certifications et ventes
| Région        | Certification | Ventes/Streams |
| ------------- | ------------- | -------------- |
| France (SNEP) | Or            | 50 000         |